# Najdat
Els Najdat (àrab: النجدات, an-Najdāt) foren una branca kharigita fundada per Najda ibn Àmir al-Hanafí que es va desenvolupar al segle vii a les regions de la Yamama i Bahrayn, i un altre grup al Sistan.

## Història
Najda es va revoltar a la Yamama a la mort d'al-Hussayn el 680, i el 683 es va aliar a Abd-Al·lah ibn az-Zubayr i el va ajudar a fer aixecar el setge de la Meca pels sirians. El 684 va anar a Bàssora i sota la direcció de Nafi ibn al-Àzraq va participar en el khuruj contra el governador Múslim ibn Uways, enviat per Ibn az-Zubayr, que es disposava a atacar la ciutat. Els azraquites es van retirar a Ahwaz, però Najda se'n va separar i va tornar a la Yamama. Allí el cap temporal dels kharigites, Abu-Talut Salim ibn Matar, s'havia apoderat de Jawn al-Khadarim, la part de la Yamama en poder dels omeies, i dominava la regió. El 785, després d'alguns èxits particulars, els kharigites van reconèixer a Najda com a cap i aquest va aconseguir nombroses petites victòries. El 686 va anar a Bahrayn i amb suport dels azdites es va instal·lar a Qatif. Els zubayrites el van atacar sense èxit, Najda va conquerir Oman, però foren expulsats per una revolta local i Oman va passar a mans dels dos fills d'Abbad ibn Abd-Al·lah.
El 687 un grup dirigit per Atiyya ibn al-Àswad es va separar i es va dirigir al Sistan, on va fundar la pròpia branca (els Atawiyya). El mateix any, Najda va atacar el Iemen i se'n va apoderar d'una part incloent Sanaa i el seu lloctinent Abu-Fudayk va conquerir l'Hadramaut. Va bloquejar els subministraments a la Meca i Medina i va aïllar Taizz, però no va voler atacar les viles santes. Llavors dominava quasi tota Aràbia.
Abu-Fudayk el va assassinar el 691/692 i va ocupar el seu lloc. El 692 va rebutjar un atac califal des de Bàssora. Però el 693 una segona expedició el va derrotar a Muixakhar i Abu-Fudayk va morir al combat, i l'estat dels Najdat es va enfonsar, encara que les ensenyances de Najda ibn Àmir van mantenir-se fins al segle xi.